# オリヴィエ・リヒタース
オリヴィエ・リヒタース（Olivier Richters、1989年9月5日 - ）は、オランダのボディビルダー、俳優、モデル、そしてマッスルミートの創設者兼CEOである。218cmの堂々たる身長と体格で知られ、『メンズヘルス』2018年11月号オランダ版の表紙モデル、同誌によるドキュメンタリーの被写体に選ばれた。また、世界で一番背の高いボディビルダーとしてギネス世界記録に登録されている。
2019年4月、グッドモーニング・ブリテンでインタビューを受け、今後の俳優業について語り、ジェームズ・ボンド映画2作品で子分のジョーズを演じた同じ身長の俳優のリチャード・キールをインスピレーションの源としていることを明かにした。

## 主な出演作品
| 年   | タイトル                               | 役                       | 備考             |
| ---- | -------------------------------------- | ------------------------ | ---------------- |
| 2018 | Ravers                                 | 倉庫番                   |                  |
| 2019 | Nailed                                 | イワン                   | ショートフィルム |
| 2021 | ブラック・ウィドウ                     | ウルサ                   |                  |
| 2021 | Miami Heat                             | オリヴィエ               |                  |
| 2021 | ルイス・ウェイン 生涯愛した妻とネコ    | ジャーニーマン・ボクサー |                  |
| 2021 | キングスマン: ファースト・エージェント | 巨大な機械小屋の警備員   |                  |
| 2023 | インディ・ジョーンズと運命のダイヤル   | ハウケ                   | [ 5 ]            |
| 2024 | ボーダーランズ (映画)                  | クロム                   |                  |

| 年   | タイトル                                         | 役       | 備考 |
| ---- | ------------------------------------------------ | -------- | ---- |
| 2020 | ギャング・オブ・ロンドン                         | ダンカン | 1話  |
| 2025 | ジャック・リーチャー/正義のアウトロー シーズン３ | ポーリー |      |